# برف‌رو

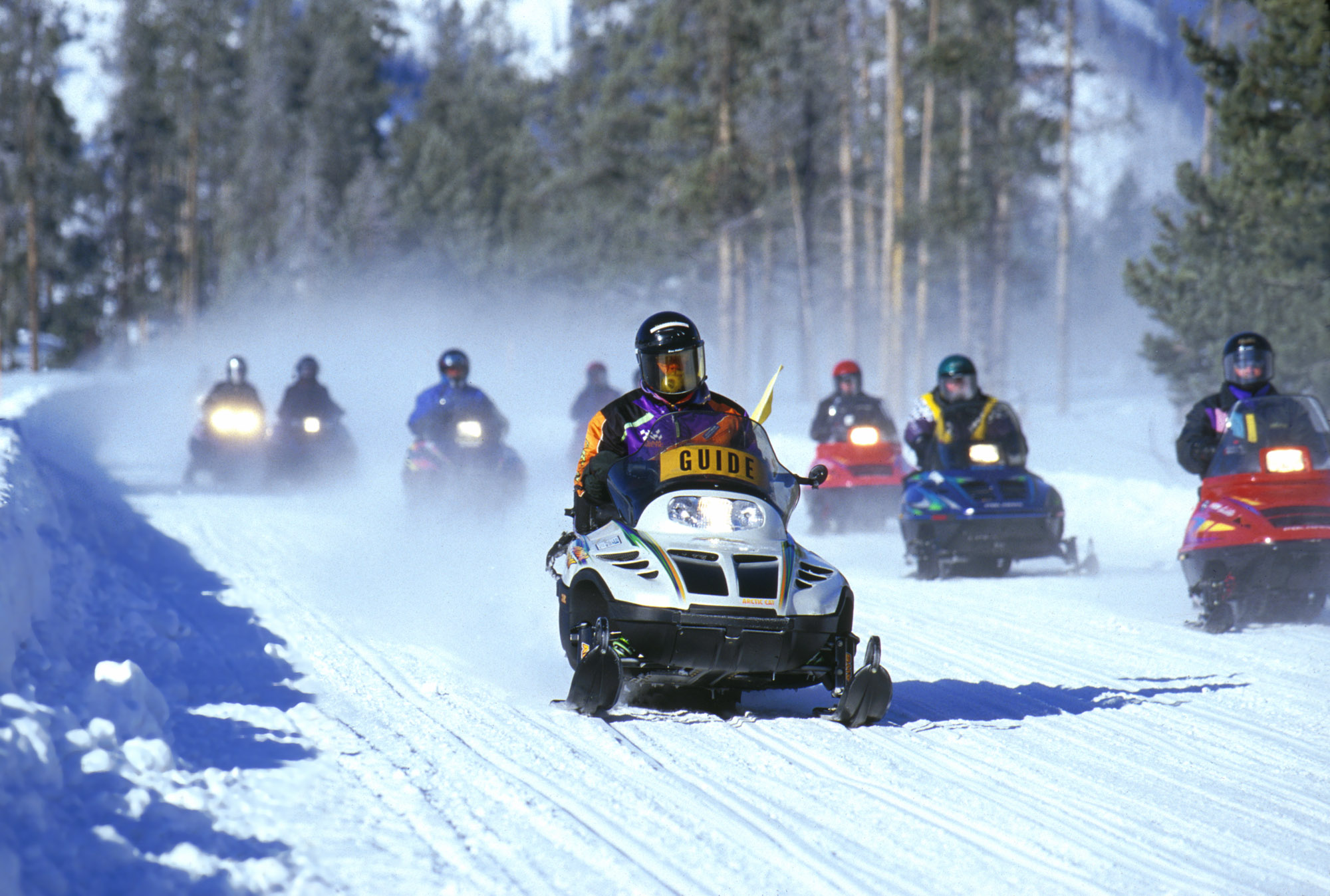

برف‌رو (به قیاسِ «خودرو») (به انگلیسی: snowmobile) یک وسیله نقلیه موتوری است که برای حرکت در برف ساخته شده‌ است. از این خودرو در مناطق آمریکای شمالی برای جابه‌جایی و ترابری جایگزین سورتمه شد.

## ساختمان برف‌رو

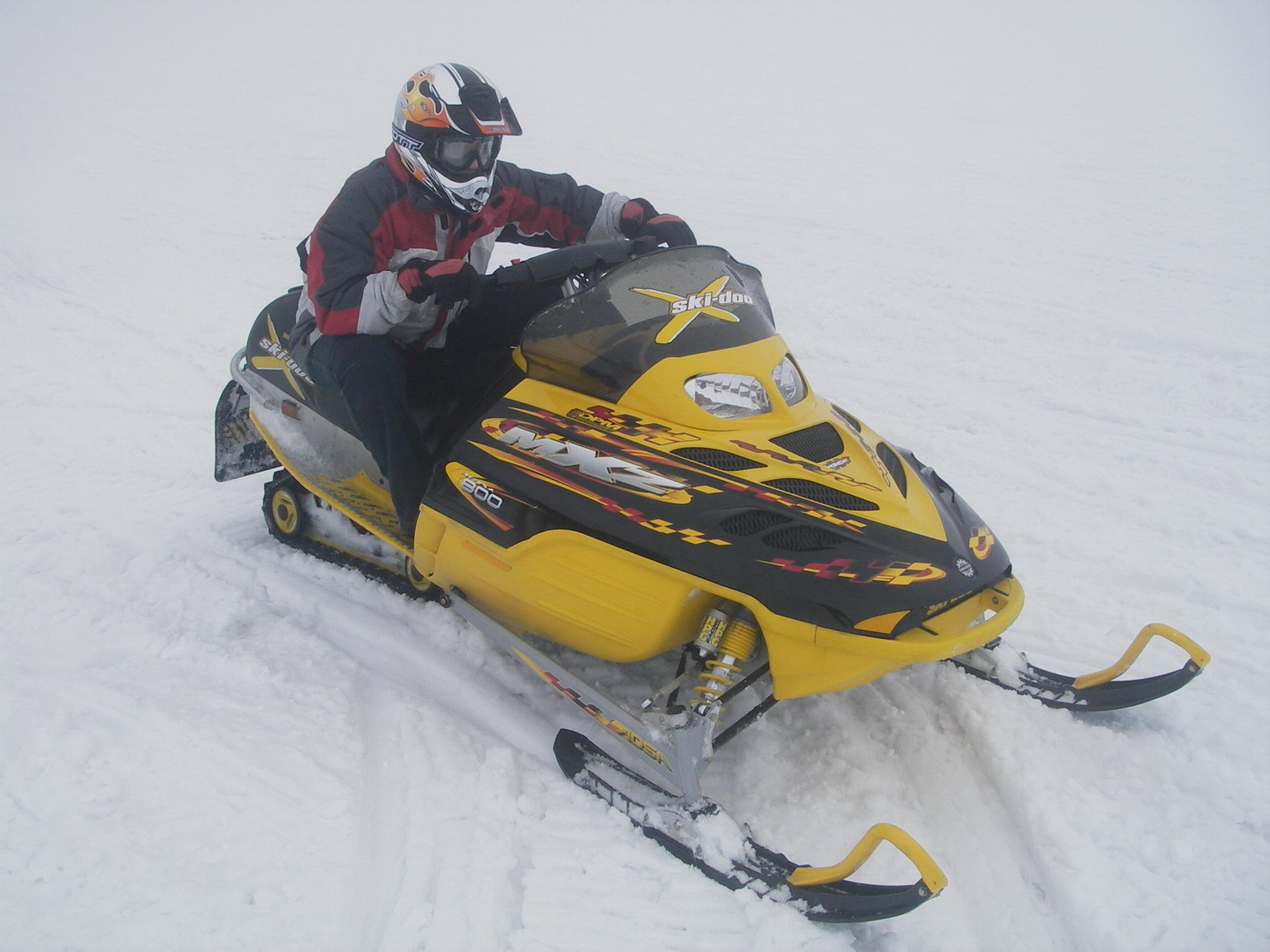
یک اسنوموبیل

احتمالاً در ورزش‌ها و مسابقات ورزشی، وسایلی را که با یک موتور بنزینی و سرعتی بالا روی برف حرکت می‌کنند دیده‌اید. به این وسایل برف‌رو یا اسنوموبیل می‌گویند. بیشتر مدل‌های اسنومبیل توسط موتورهای یک یا دو سیلندر حرکت می‌کنند. این وسایل معمولاً با سرعت هشتاد کیلومتر در ساعت قادر به حرکت هستند، اما بعضی مدل‌های مسابقه‌ای که دارای موتورهای قویتری می‌باشند سرعتشان به ۱۹۰ کیلومتر در ساعت نیز می‌رسد. اسنوموبیل معمولاً توسط فرمانی که به یک جت‌اسکی در جلوی بدنه متصل شده‌است، هدایت می‌شود. بعضی از اسنوموبیل‌ها با ۶ تا ۸ تایر کم باد مجهز شده‌اند تا به راحتی روی برف حرکت کنند ولی معمولاً جهت حرکت در آرودن اسنوموبیل‌ها از چرخش یک تسمه لاستیکی که روی سطح آن میله‌های فولادی کوچکی قرار گرفته و این میله‌ها به‎ داخل برف فرومی‌روند، استفاده می‌شود.

## برفروهای چند سرنشینه
اولین وسیله‌ای که می‌توانست به آسانی روی برف حرکت کند در سال ۱۹۲۴ توسط کارل الیاسون Carl Eliason آمریکایی در ویسکانسین طراحی شد. نخستین برف‌رو با استفاده از وسایل دوچرخه و موتور فورد با مدل‌های دو زمانه تا چهار زمانه ساخته شد که قادر به جابجایی دو تا چهار نفر بود و قیمت آن در آن زمان بین ۳۵۰ تا ۵۵۰ دلار بود.
در سال‌های ۱۹۵۶ برادران ادگارد و آلن هیتین در مینه‌سوتا برف‌رو دیگری ساختند و آن را با نام تجاری پولاریس روانه بازار کردند. در همین زمان در یک کارگاه کوچک در شهر والکورت، کبک برف‌رویی ساخته شد که امروز در دنیا شناخته شده‌است. این خودرو کوچک با نام اسکی دوو Ski Doo به بازار عرضه شد و سازنده آن ژوزف ارمان بومباردیه Joseph-Armand Bombardier تبدیل به اولین تولیدکننده تجاری وصنعتی برف رو در دنیا شد. امروزه اسنومبیل تبدیل به وسیله‌ای تفریحی ورزش شده و طرافداران زیادی دارد.
در تولید نیرو و هدایت ماشین برف رو چهار جزء اصلی دخالت دارند:
۱) موتور مشابه با موتور اتومبیل
۲) سیستم کلاچ
۳) ریل ها
۴) تخته های اسکی
همچنین به نورافکن های جلو یک صندلی و شیشه ی محافظ باد که در موتورسیکلت ها یافت می شود، مجهز هستند.
موتورهای ماشین های برف رو بسیار مشابه موتورهایی هستند که در قایق های یک نفره ی موتوری یافت می شوند.مدل های سنگین تر مسافرتی ازموتور چهار سیلندر استفاده می کنند در حالی که مدل های سبکتر ورزشی موتور دو سیلندر دارند. موتور اتومبیل نیرو را به یک میله ی محرک که مستقیما محور و جرخ ها را می چرخاند، می فرستد.به هر شکل موتور یک ماشین برف رو به یک ریل متحرک متصل است که ریل های اصلی ماشین را می جرخاند. چرخ های یک ماشین برف رو اساسا چرخ دنده هایی بزرگ با دندانه های یکنواخت و حفره هایی در ریل هستند. هربار چرخش چرخ دنده ها نیرو را به ریل- ها منتقل می کند و ماشین را به جلو می راند. هر چه موتور سریع تر باشد چرخ دنده ها و در نتیجه ریل ها سریع تر خواهند چرخید.
ماشین های برف رو همچنین مجهز به یک سیستم کلاچ هستند که اساسا از نوع قرقره ای CVT (گیربکس متغیر پیوسته) می باشد. این سیستم از دو قرقره یا کلاچ تشکیل شده که با یک تسمه ی متحرک به هم متصل اند. کلاچ اصلی روی میل لنگ موتور قرار گرفته است. یک فنر فشاری دو نیمه یا صفحه ی کلاچ اصلی را زمانی که دور موتور پایین باشد از هم جدا نگه می- دارد. وقتی موتور شروع به شتاب گرفتن کند، وزنه های کلاچ نیروی گریز از مرکز کافی برای نزدیک کردن صفحات کلاچ به یکدیگر ایجاد می کنند که این کار به تسمه اجازه ی حرکت آزادانه و انتقال نیرو را خواهد داد.
کلاچ دوم به ریل متحرک که چرخ ها را می گرداند و نیرو را به ریل های اصلی منتقل می کند متصل است. یک فنر در کلاچ دوم بادامک ها (گوه ها) را که نسبت به نیروی چرخشی حساس هستند به کار می اندازد. زمانی که دور موتور زیاد شود و کلاچ اصلی نیرو را منتقل کند این بادامک ها به هم فشرده می شوند و تسمه را در جای خود کیپ می کنند. این روند تا زمانی که ماشین برف رو شتاب بگیرد ادامه می یابد. هرزمان که ماشین به سرعت نهایی خود برسد کلاچ اصلی بسته می شود و تسمه را به دنده ی بالاتر می برد. به دلیل اینکه ماشین برای شتاب گرفتن نیاز به نیروی کمتری نسبت به حالت آغاز حرکت دارد کلاچ دوم باز می شود.
به هنگام رانندگی روی شیب تپه ای که از برف نرم با ارتفاع زیاد سیستم کلاچ موتور را بدون تعویض دنده به دنده ی بالاتر، در بیشترین دور ممکن، نگه می دارد.

## آمار
اسنوموبیل مثل موتور سواری ورزشی است همراه با خطر سالانه تنها در استان کبک به‌طور متوسط ۲۷ نفر جان خود را از دست می‌دهند اما تعداد مشتاقان این ورزش همچنان رو به افزایش است و در سال ۲۰۰۹، ۱۷۳٬۵۱۹ اسنومبیل در استان کبک پلاک گذاری شده‌است. ۶۲٪ اروپاهایی به ویژه برای گردش با برف رو به کبک سفر می‌کنند.

## کاربرد و معایب
معمولاً برف‌روها یا اسنوموبیل‌ها در زمستان جهت مقاصد تفریحی به کار می‌رود اما از آن‌ها برای کار توسط پلیس، تعمیرکاران خطوط تلفن، دامداران، کشاورزان و صیادان نیز استفاده می‌شود. البته اسنوموبیل‌ها معایبی نیز دارند که شامل صدای زیاد، صدمه زدن به محصولات کشاورزی پوشیده با برف و خطر آن‌ها به ‎علت سرعت زیاد می‌باشد. استفاده از برف‌رو در ایران معمولا تفریحی مورد استفاده قرار می‌گیرد.